# جون داولاند
جون داولاند (بالإنجليزية: John Dowland)‏ (و. 1563 – 1626 م) هو ملحن وعازف لوتا و مغنٍ من المملكة المتحدة . ولد في لندن و يعتبر أحد أهم فناني عصر النهضة .
توفي في لندن .

## التعليم
تعلم في كنيسة المسيح، أكسفورد.

## روابط خارجية
- جون داولاند على موقع IMDb (الإنجليزية)
- جون داولاند على موقع الموسوعة البريطانية (الإنجليزية)
- جون داولاند على موقع ميوزك برينز (الإنجليزية)
- جون داولاند على موقع إن إن دي بي (الإنجليزية)
- جون داولاند على موقع ديسكوغز (الإنجليزية)